# Парни с отрезанными рукавами
«Парни с отрезанными рукавами» (англ. Cut Sleeve Boys) —  романтическая комедия сценариста и режиссёра Рэя Енга.

## Сюжет
В центре сюжета картины жизнь двух успешных лондонских геев китайского происхождения. Эш любит беззаботную жизнь плейбоя, однако парень начинает понимать, что невозможно оставаться вечно молодыми и привлекательным. Мэл мечтает найти постоянного партнера для жизни. Смерть близкого друга заставляет молодых людей взглянуть на мир иначе. В Лондон приезжает давний друг Мэла по имени Тодд. Мэл давно влюблён в Тодда, но цель последнего — лишь закрепиться в Лондоне любой ценой.

## В ролях
| Актёр           | Роль |
| --------------- | ---- |
| Стивен Лим      | Мэл  |
| Гарет Риз Дэвис | Тодд |

## Критика
Выдержка из рецензии в издании Chicago Tribune:

«Несмотря на некоторую оригинальность, «Парни с отрезанными рукавами» — посредственный гей-фильм, основные проблемы которого: набивший оскомину юмор и небрежное исполнение»
Оригинальный текст (англ.)Despite original touches, "Cut Sleeve Boys" is mostly a mediocre gay-themed movie plagued by tired humor and slapdash filmmaking.